# August Wessel
August Wessel, auch Weßel, (* 1. Oktober 1861 in Schötmar; † 16. Januar 1941 in Detmold) war ein deutscher reformierter Geistlicher und Politiker (DNVP). Er war von 1901 bis 1930 Generalsuperintendent der Lippischen Landeskirche und 1919 Mitglied des Lippischen Landtags.

## Leben
August Wessel wurde als sechstes und jüngstes Kind des lippischen Generalsuperintendenten August Wessel (1813–1868) in Schötmar geboren. Sein Onkel war Ludwig Weßel. 1866 siedelte die Familie nach Detmold über, wo Wessel in der Markt- und Hofkirche konfirmiert wurde. Er besuchte das Gymnasium in Detmold und studierte ab 1880 Evangelische Theologie in Erlangen, Basel und Berlin. Als Student wurde er Mitglied im Erlanger und Berliner Wingolf sowie im Schwizerhüsli Basel. 1883 schloss er das Studium mit der Ersten theologischen Prüfung ab.
Zwischen Oktober 1882 und Februar 1885 war Wessel in Berlin zusätzlich als Erzieher im Hause des Oberhofmarschalls Graf Perponcher-Sedlnitzky tätig. Im Juni 1885 erfolgte, nach Ablegung der Zweiten theologischen Prüfung, die Ordination in Almena. Im Anschluss war er kurzzeitig als Pfarrverweser in Almena und als Pfarrgehilfe in Langenholzhausen tätig, ehe er Ende 1885 eine Stelle als Zweiter Pfarrer an der reformierten Gemeinde in Lage erhielt. Ab 1890 hatte er eine Stellung als evangelischer Pfarrer im ostfriesischen Lehe.
Am 25. Juni 1891 heiratete Wessel die aus Bremen stammende Johanne Rauch, Tochter eines Weinhändlers. Ihre ältesten drei Söhne Werner (* 1892), Hermann (* 1893) und August (* 1895) fielen im Ersten Weltkrieg.
Wessel wurde am 1. November 1901 zum Generalsuperintendenten der lippischen Landeskirche ernannt. Er war sehr konservativ, pflegte einen autoritären Führungsstil und galt als Gegner der kirchlichen Demokratisierung. Während seiner Amtszeit wurde 1918 der lippische Landeskirchenrat gegründet und 1922 unterzeichnete er den Kirchenbundvertrag der deutschen evangelischen Landeskirchen. Am 30. Juni 1930 trat er als Generalsuperintendent zurück.
Des Weiteren war Wessel politisch aktiv. Bei der Landtagswahl 1919 wurde er für die DNVP in den Lippischen Landtag gewählt, dem er bis zu seiner Mandatsniederlegung am 18. Juli 1919 angehörte. Tags darauf rückte für ihn Walter Baumgarten ins Parlament nach.